# لغم ارضي

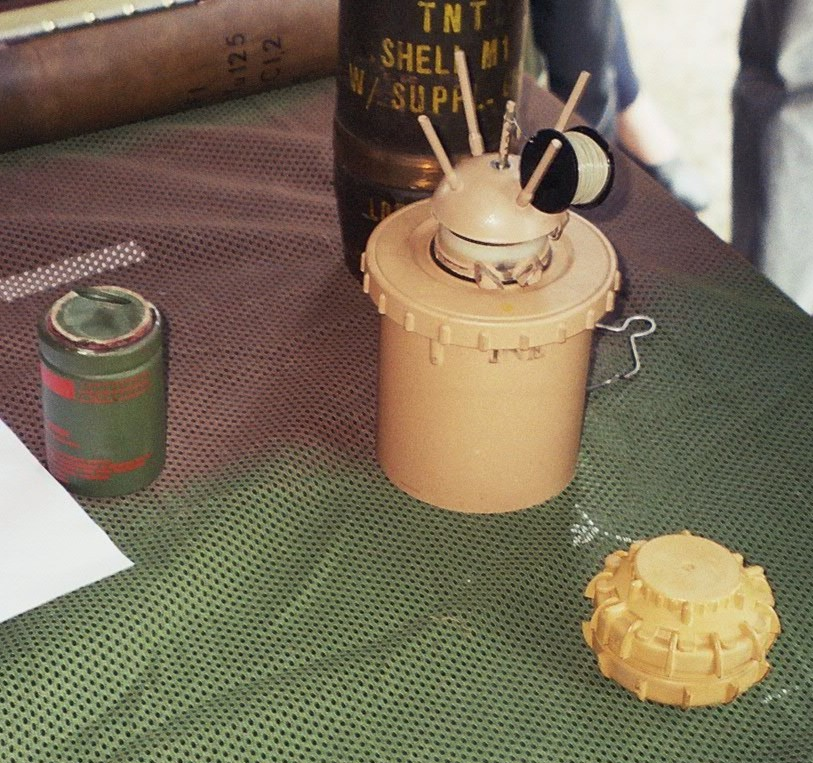
أمثلة على الألغام المضادة للأفراد. في الوسط: فالمارا 69 (لغم قافز)؛ على اليمين: VS-50

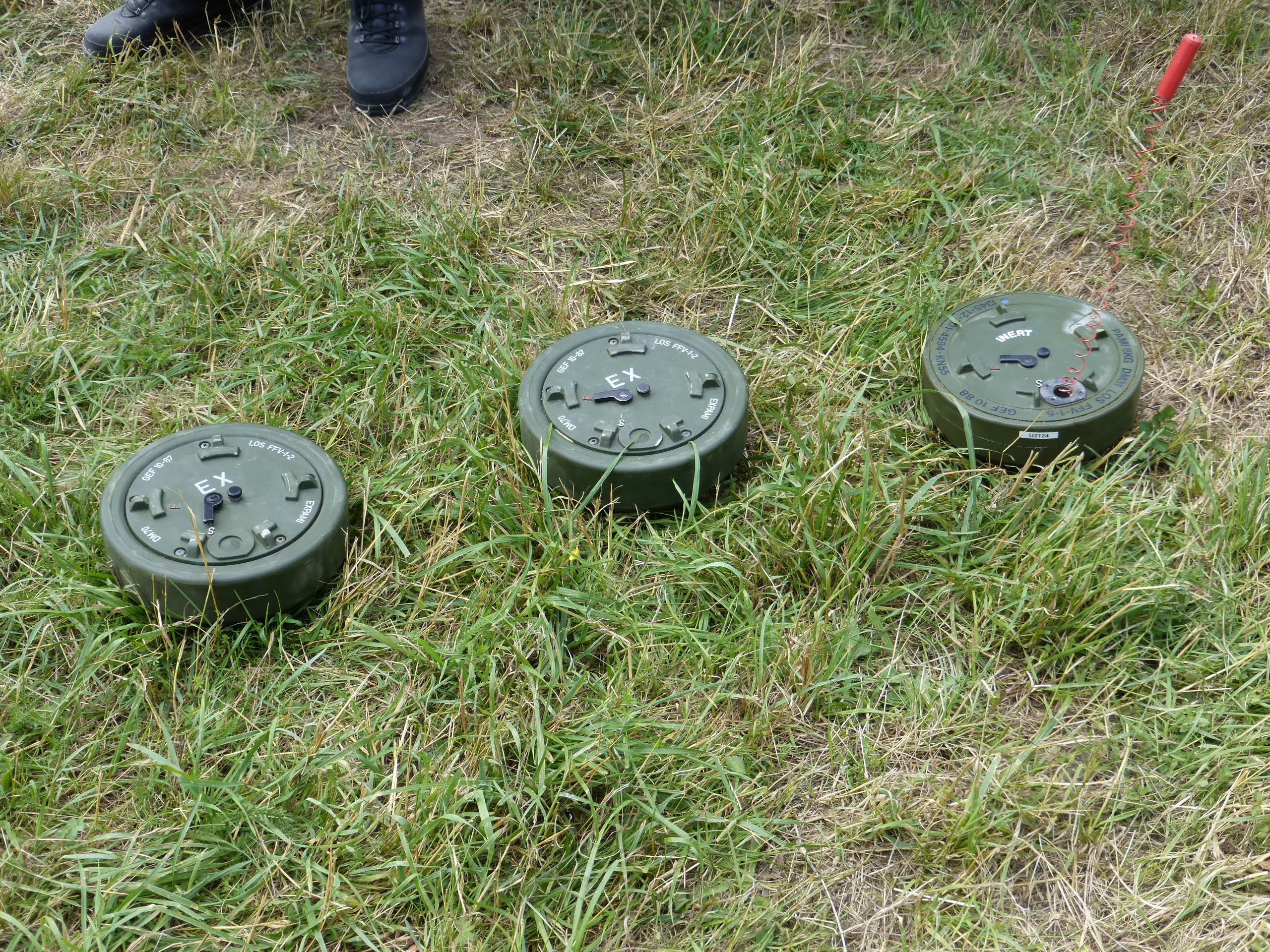
ألغام مضادة للدبابات من طراز FFV 028 السويدية تابعة للجيش الألماني (نسخ غير حية)

اللغم الأرضي أو لغم أرضي هو سلاح متفجر مخفي تحت الأرض أو مموه على سطحها، صُمم لتدمير أو تعطيل أهداف العدو، بدءًا من الأفراد إلى المركبات والدبابات، عند مرورها فوقه أو بالقرب منه.
عادةً ما ينفجر هذا الجهاز تلقائيًا عند الضغط عليه عندما يطأ الهدف عليه أو يعبر فوقه، على الرغم من استخدام آليات تفجير أخرى أحيانًا. يمكن أن يتسبب اللغم الأرضي في أضرار من خلال الانفجار المباشر أو من خلال الشظايا الناتجة عن الانفجار أو كلاهما. يتم عادةً وضع الألغام في مناطق واسعة، مما يُكوّن حقل ألغام وهو مكان خطير للعبور.
إن استخدام الألغام الأرضية مثير للجدل بسبب إمكانياتها كأسلحة عشوائية. إذ يمكن أن تظل خطيرة لسنوات عديدة بعد انتهاء الصراع، مما يهدد المدنيين والاقتصاد. وبضغط من عدة مجموعات حملة منظمة من خلال الحملة الدولية لمنع الألغام الأرضية، أدى ذلك إلى حركة عالمية لحظر استخدامها وأسفر عن توقيع اتفاقية حظر استخدام وتخزين وإنتاج ونقل الألغام المضادة للأفراد وتدميرها عام 1997، والمعروفة أيضًا بـمعاهدة أوتوا. وحتى الآن، وقعت 164 دولة على الاتفاقية. ومع ذلك، فإن الصين والاتحاد الروسي والولايات المتحدة ليسوا من الموقعين.

## التعريف
وفقًا لـاتفاقية حظر الألغام المضادة للأفراد (المعروفة أيضًا بـ"اتفاقية أوتاوا") و"البروتوكول المتعلق بالألغام والفخاخ المتفجرة وأجهزة أخرى"، يُعرف اللغم بأنه "ذخيرة مصممة لتُزرع تحت الأرض أو على سطحها أو بالقرب منها، وتنفجر نتيجة وجود شخص أو مركبة أو اقترابهما أو ملامستهما لها".
يشبه اللغم في وظيفته الفخاخ المتفجرة، والتي يعرّفها البروتوكول بأنها "أي جهاز أو مادة مصممة أو معدة أو معدلة للقتل أو الإصابة، وتعمل بشكل غير متوقع عندما يقوم شخص بتحريك أو الاقتراب من جسم يبدو غير مؤذٍ أو بأداء عمل يبدو آمنًا". تشمل هذه الأفعال فتح باب أو رفع جسم. عادةً، تُنتج الألغام بكميات كبيرة وتوضع في مجموعات، بينما تُصنع الفخاخ المتفجرة يدويًا وتُستخدم واحدة في كل مرة. يمكن أن تكون الفخاخ المتفجرة أجهزة غير متفجرة مثل عصي البونجي.
تندرج الأجهزة المتفجرة المرتجلة (IED) ضمن كلا التصنيفين، وهي "جهاز يُوضع أو يُصنع بطريقة مرتجلة، ويحتوي على مواد متفجرة أو مواد مدمرة أو مميتة أو ضارة أو حارقة أو ألعاب نارية أو كيميائية مصممة للتدمير أو التشويه أو التشتيت أو المضايقة. قد تتضمن الأجهزة المرتجلة مكونات عسكرية، ولكنها تُصنع عادةً من مكونات غير عسكرية". تُسمى بعض الأجهزة المرتجلة "ألغامًا مرتجلة" أو "محلية الصنع".
الألغام المرسلة عن بُعد تُزرع بواسطة الطائرات أو تُحمل باستخدام قذائف مدفعية أو صواريخ. وهناك نوع آخر من المتفجرات المرسلة عن بُعد يُعرف بـالذخائر العنقودية، وهي أجهزة تُطلق العديد من القنابل الصغيرة على منطقة واسعة.

## التاريخ
يمكن تقسيم تاريخ الألغام الأرضية إلى ثلاث مراحل رئيسية: في العصور القديمة، كانت الأشواك المدفونة تؤدي وظائف مشابهة لكثير من الألغام الحديثة. استخدمت الألغام التي تعتمد على البارود كمادة متفجرة في عهد أسرة مينغ وحتى الحرب الأهلية الأمريكية. لاحقًا، تم تطوير المتفجرات الشديدة لاستخدامها في الألغام الأرضية.

### ما قبل المتفجرات

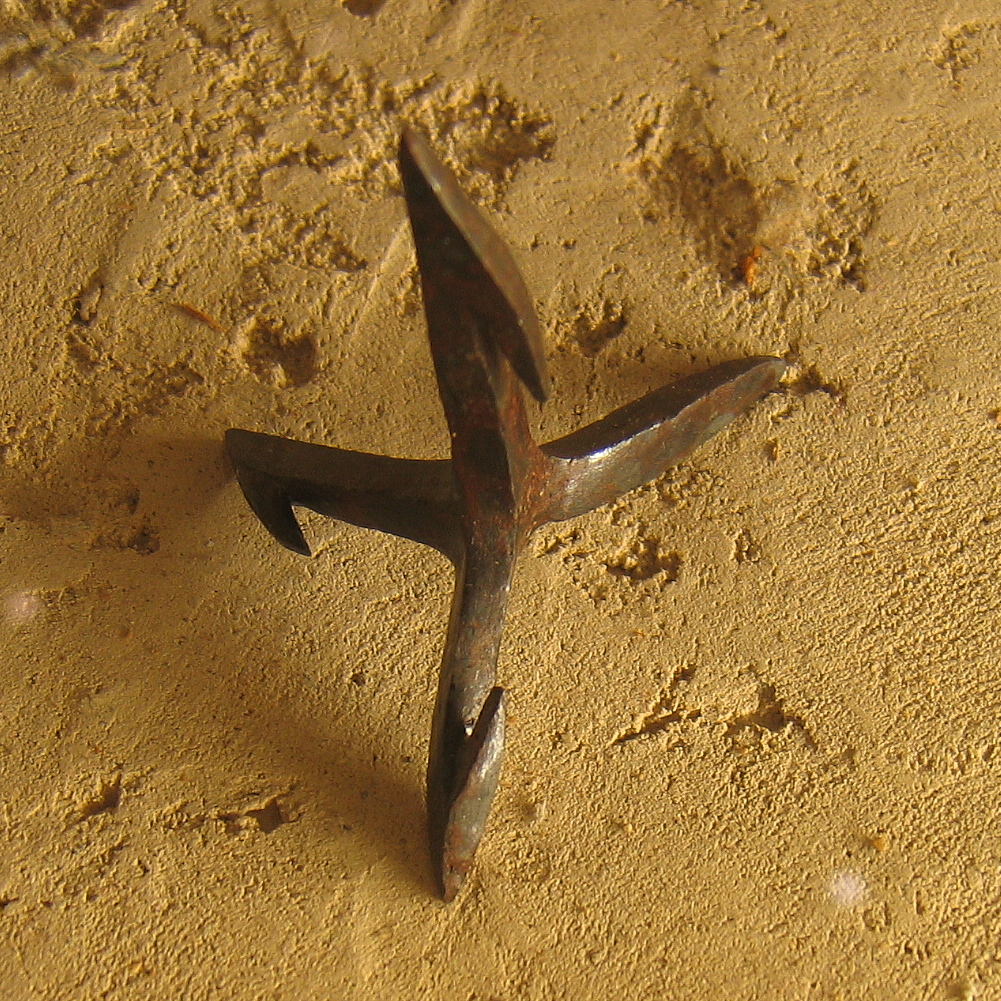
وسيلة دفاعية رومانية تُعرف بـ caltrop

في الإمبراطورية الرومانية، كانت بعض التحصينات محاطة بسلسلة من الأفخاخ المدفونة. شملت هذه الأفخاخ:
- **أدوات حادة**: قطع خشبية بطول 1-قدم- مع خطافات حديدية.
- **الزنابق** (lilia): حفر تحتوي على جذوع مدببة مرتبة على شكل خمس نقاط.
- **حظار**: أشجار ساقطة بأغصان مدببة تواجه الخارج.
كانت هذه الأدوات تعمل تلقائيًا (تُعرف اليوم بـ "المفعلة بالضحية") وكانت مخفية. استُخدمت هذه الدفاعات في معركة أليسيا بقيادة يوليوس قيصر، وحققت نجاحًا كبيرًا في تأمين الحصار ضد فيرسينجيتوريكس.
وسيلة دفاع أخرى كانت **caltrops**، وهي أسلحة بأربع مسامير حادة، تضمن دائمًا أن أحدها موجه للأعلى عند إلقائها على الأرض. صُممت لتعطيل الجنود، وهي فعالة بشكل خاص ضد القوات الراكبة. استُخدمت هذه الأسلحة في عدة معارك تاريخية مثل حصار أورليان ومعركة زونغدو خلال أسرة جين الصينية.

### البارود
في القرن العاشر الميلادي، اخترع الصينيون خليطًا متفجرًا من الكبريت، الفحم، ونترات البوتاسيوم. استخدموا البارود في الحرب لأول مرة خلال معركة زونغدو عام 1277.
وصفت مخطوطة هيو لونغ جينغ الصينية في القرن الرابع عشر الألغام الأرضية المليئة بالبارود والكرات الحديدية، والمزودة بآليات تفجير يدوية معقدة.

### المتفجرات الشديدة
بدءًا من القرن التاسع عشر، تم تطوير متفجرات أكثر قوة من البارود، مثل جنجن القطن والديناميت، والتي أصبحت قياسية لاستخدامها في الألغام الأرضية بعد الحرب العالمية الأولى.

### الألغام الكيميائية والنووية
في الحرب العالمية الأولى، طور الألمان ألغامًا كيميائية، مثل "لغم يبرتي"، الذي يطلق غاز الخردل. خلال الحرب الباردة، صُنعت الألغام الذرية، وهي قنابل نووية صغيرة مدفونة تُفجَّر عن بُعد. ولكن بحلول عام 1989، تم التخلي عن هذه الأسلحة بسبب مخاطرها السياسية والتكتيكية.